# École supérieure d'art d'Épinal
L’École Supérieure d’Art de Lorraine - Pôle arts plastiques Épinal voit le jour en 1966 : elle s’appelle alors « École municipale des beaux arts et des arts appliqués à l’impression. » Elle est également connue sous l’appellation « École de l’image » diminutif « d’École de l’image d’Épinal ». Du fait de ce nom et de sa localisation géographique, l’école est parfois confondue avec l’Imagerie d’Épinal (imagerie Pellerin), les deux établissements n’ont cependant pas de liens entre eux.
Sa naissance répondait à une demande de formation artistique en lien avec la sociologie, l’histoire et l’économie liées aux métiers du papier et de l’imprimerie de la région sud Lorraine, voire du bassin d’Épinal. 
L’école de Nancy a contribué à la création de l’école d’Épinal comme elle avait contribué à la création de l’école de Metz en 1951. 
Des enseignants de l’école de Nancy participeront d’ailleurs directement à la formation des étudiants d’Épinal, notamment en histoire de l’art et en graphisme. En 1972 l’école d’Épinal est choisie, avec les deux autres écoles lorraines de Metz et de Nancy et l’école de Nice, comme « école pilote » pour la mise en place de la réforme des enseignements artistiques. 
Cette réforme, en partie expérimentée à Épinal, modifie en profondeur la formation artistique avec un premier cycle de deux années (année probatoire et année post probatoire .) et un second cycle de trois années avec trois départements (art, communication et design). Plusieurs options (graphisme, audio-visuel, stand d’exposition, création de caractères typographiques...) sont aussi ajoutées. Ce second cycle est validé par un nouveau diplôme, le DNSEP. 
En 1995, un accord voit le jour entre le Ministère, la Région Lorraine et les villes de Metz et d’Épinal pour créer une formation originale sur 3 années en réseau avec l’école de Metz. L’école a travaillé sur ce projet de 2000 à 2004, dans une période dite de transition. C’est en 2001 que fut réalisée la dernière promotion du DNSEP et, en 2004, la première promotion du DNAT. 
En 2006 l’école fut le siège de la première rencontre de l’association des Écoles d’art du Grand Est réunissant celles de Chalon-sur-Saône, Dijon, Besançon, Strasbourg, Mulhouse, Reims, Metz, et Nancy. À partir de 2007, l’École Supérieure d’Art d’Épinal intègre l’enseignement supérieur sous le régime du LMD et des méthodes d’évaluation qui l’accompagnent. 
L’École Supérieure d’Art de Lorraine, ÉSAL, établissement public de coopération culturelle, est née du regroupement de l’École de l’Image d’Épinal et de l’École Supérieure d’Art de Metz Métropole en janvier 2011. Épinal et Metz ont conservé les lieux d’enseignement dirigés chacun par un directeur de site, le siège de l’EPCC est à Metz, regroupant la direction générale et l’administration.
En janvier 2014, l’EPCC ÉSAL a intégré le Cefedem de Lorraine, Centre de formation musique et danse, aujourd’hui Pôle Musique et Danse : l’ÉSAL est actuellement l’un des trois établissements nationaux publics plurisectoriels sous la tutelle pédagogique du Ministère de la Culture et de la Communication. À ce titre, il délivre des diplômes nationaux et l’enseignement est organisé conformément aux arrêtés ministériels. Par ailleurs, l’EPCC inscrit sa pédagogie dans les enjeux internationaux, nationaux et locaux de la mise en œuvre de la réforme européenne des diplômes.
Organisée autour des deux sites d’Épinal et de Metz, l’ÉSAL offre, sur le territoire Lorrain, l’ensemble des diplômes nationaux proposé par l’enseignement supérieur en arts plastiques : Un Diplôme National d’Art, DNA, en trois ans ainsi qu’un Diplôme National Supérieur d’Expression Plastique, DNSEP habilité au grade de Master, en cinq ans. 
Pour la musique, le Pôle Musique et Danse délivre un DE de professeur de musique, Diplôme d’État. Par ailleurs, en partenariat avec l’Université de Lorraine, le site de Metz propose un Master professionnel Arts de l’exposition et Scénographies, et le Pôle Musique et Danse une licence professionnelle pratique artistique et enseignement musical. La pluridisciplinarité enrichit la formation sur chacun des sites et des ateliers transversaux permettent des échanges artistiques fertiles dans de nombreux champs de l’art contemporain et du spectacle vivant. 
L’initiation à la recherche est également un dénominateur commun. L’échelle de l’école reste un atout pour l’accompagnement de parcours singuliers pour quelque 300 étudiants : les résultats des diplômes et l’attractivité de l’EPCC ÉSAL témoignent de la qualité des formations. 
L’ÉSAL porte une attention particulière à l’insertion professionnelle de ses étudiants, et son réseau de partenaires dynamise les opportunités ouvertes dès les nombreuses collaborations organisées au sein du cursus. 
Les Journées Professionnelles sont des moments privilégiés pour aborder avec des professionnels de l’art les préoccupations liées à l’entrée dans le monde du travail. L’ÉSAL, caractérisée par son attachement constant au territoire, est aussi ouverte aux échanges transfrontaliers et internationaux qu’elle élargit tous les ans. Les valeurs fondamentales de l’enseignement à l’ÉSAL reposent sur un engagement fort de tous ses acteurs, mais aussi sur une écoute et un investissement précieux de ses fondateurs : les communautés d’agglomération de Metz Métropole et d’Épinal et le Conseil Régional de Lorraine.

## Diplômes nationaux délivrés à l’ÉSAL Épinal
L’ÉSAL est habilitée par le ministère de la Culture, selon le décret ministériel du 13 novembre 1988 et l’arrêté ministériel du 6 mars 1997, modifié par celui du 13 novembre 2006, à dispenser des enseignements supérieurs artistiques.
Le Diplôme National d’Art (DNA) vaut grade de Licence au sein du système LMD. L’ÉSAL délivre en option Design d’expression le Diplôme National d’Art. Le DNA sanctionne les 3 premières années d’études supérieures de cycle long.

## Design d’expression, mention image et narration
Sous l’intitulé Design d’expression, le site d’Épinal forme des auteurs et des créateurs engagés dans la fabrication d’images qui prennent sens dans une production contemporaine. 
Les étudiants sont accompagnés par une équipe d’enseignants – qui ont par ailleurs une pratique personnelle de ce qu’ils transmettent. Ils sont amenés à faire des expérimentations du côté de l’image et de la narration sous des formes multiples, afin de devenir des auteurs à part entière. L’image est examinée dans ses fonctions narrative, illustrative, informative, documentaire, symbolique, métonymique et esthétique.
Au fil des trois années, les étudiants sont invités à chercher leur propre langue, à l’inventer et à la fortifier, les engageant à écrire de façon régulière, dans une démarche réflexive, analytique et sensible. Ils développent ainsi des qualités littéraires, une approche d’auteur mais aussi le regard distancié que permet l’écriture. Ces ateliers abordent la littérature et la poésie contemporaines mais aussi la photographie, le dessin, la peinture et l’image en mouvement. L’étudiant est invité à accroître ses connaissances, à développer sa créativité et à améliorer son savoir-faire. Au travers de cours théoriques, de workshops, d’ateliers de création et de commandes extérieures, les étudiants appréhendent les différentes étapes allant de la formalisation de l’image, à sa fabrication jusqu’à sa diffusion.
Le travail sur le texte vient toujours croiser un travail autour de l’image, dans une approche transversale. Cette transversalité est favorisée par la mise en lien de plusieurs disciplines et privilégie aussi la rencontre. C’est ainsi, par exemple, que les échanges avec le Pôle arts plastiques et le Pôle musique et danse de Metz apportent aux étudiants une ouverture, qui donne des perspectives nouvelles aux uns et aux autres. 
Les étudiants, dès la deuxième année, ne sont plus dans l’exercice mais bien dans l’élaboration de projets qui leur demandent d’acquérir de la méthodologie. L’image et la narration se construisent dans cet espace qui mêlent réflexion, références, techniques, tout en laissant la place aux hasards et surprises de l’expérimentation ; ainsi qu’ils s’agisse de dessin, de peinture, de photographie, de vidéo, de son, d’animation, de design éditorial ou graphique et d’images numériques…

L’ouverture du laboratoire transmédia équipé d’un matériel de pointe est l’espace d’expérimentation et de création qui positionne l’école sur ces nouvelles technologies ; elles combinent différents médias pour inventer de nouveaux univers narratifs et interrogent les modes actuels de diffusion. C’est un univers en perpétuelle évolution qui reste à explorer, à parcourir, et surtout à imaginer. Les enseignants accompagnent les étudiants dans ce cheminement, les amènent à apprendre en leur proposant un cadre où la liberté et l’utopie ont toute la place d’exister. 
L’image se situant de plus en plus dans l’ensemble des données médiatiques et technologiques contemporaines, il est fondamental que les enseignements proposés à l’école interrogent différents modes de création : le didactique (langages linéaires et interactifs), dans la communication institutionnelle et privée (éditions imprimées et images numériques)...
L’évolution du projet de l’école génère ainsi une véritable interactivité des pensées liées à ces questions. L’élaboration de nouveaux supports et l’émergence de nouveaux réseaux de mise à disposition des images offrent à la création visuelle de vastes domaines d’expérimentations.

## Équipe pédagogique
DirecteurÉtienne Théry
Enseignants
Abdelilah Chahboune, approche du volume et de l’espace, atelier gravure 
Allison Wilson, anglais
Cyrielle Lévêque, photographie 
Cyril Dominger, design graphique et typographie
Daniel Mestanza, multimédia et FabLab
Frédérique Bertrand, image narrative
Grégoire Dubuis, éditions, images imprimées
Joël Defranoux, traitement numérique de l’image
Julia Billet, écriture, culture générale, sciences humaines
Mélanie Poinsignon, image, mouvement, transmédia
Philippe Poirot, graphisme d’expression et peinture
Yvain von Stebut, théorie des arts

Enseignants intervenants
Alice Marquaille, histoire des arts
Nina Ferrer-Gleize, accompagnement au diplôme et construction du projet professionnel